# Juanjo Lobato
Juan José Lobato del Valle (Trebujena, Cádiz, 30 de diciembre de 1988), más conocido como Juanjo Lobato, es un ciclista español que fue profesional entre 2011 y 2023.

## Biografía
Especialista en esprínts, de hecho ganó el Campeonato de España junior en 2006, debutó como amateur en categoría sub-23 en el equipo Würth en 2007 para luego pasar al Cueva el Soplao y luego al Andalucía-CajaSur amateur. Su mejor victoria como amateur fue la conseguida en la Clásica Ciudad de Torredonjimeno.
Profesional a partir de 2011 en el equipo Andalucía-Caja Granada, aunque a partir de agosto de 2010 ya integró el equipo como stagiaire (aprendiz) en donde debutó en el Circuito de Guecho y luego disputó la Vuelta a Portugal en donde culminó 3.º en dos etapas.
En octubre, obtuvo un destacado 9.º lugar en el campeonato del mundo de ruta sub-23, siendo el mejor español.
Al inicio de la temporada 2011, logró un 2.º lugar en la Vuelta a Andalucía.
En octubre de 2012 fichó por el equipo ciclista vasco Euskaltel Euskadi, tras el nuevo proyecto del equipo de contratar ciclistas no nacidos en el País Vasco, Navarra o País Vasco francés (zona denominada Euskal Herria) o habían formado parte de las categorías inferiores de algún equipo de los territorios antes mencionados. En la temporada logró dos victorias, la 2.ª etapa de la Vuelta a Castilla y León y el Circuito de Guecho. Hizo parte del equipo en el Tour de Francia logrando la 5.ª ubicación en la 6.ª etapa. Además de este, otros resultados destacados fueron la 4.ª plaza en la Clásica de Almería, podio en una etapa (3.º) del Tour de Luxemburgo y en 2 etapas (2.º y 3.º) de la Vuelta a Baviera.
Tras la definitiva desaparición del Euskaltel Euskadi, el 28 de octubre de 2013 fue anunciado el fichaje de Lobato por parte del Movistar a partir de 2014 y por tres temporadas.
A principios de la temporada 2018, fue expulsado de su equipo (Team LottoNL-Jumbo) por tener en posesión medicamentos para dormir no suministrados por el equipo, lo que suponía una violación de las normas internas del equipo. Tras unas semanas sin equipo, a finales de febrero se anunció su incorporación al equipo italiano Nippo-Vini Fantini-Europa Ovini.
Puso fin a su carrera en 2023 tras 13 años como profesional.

## Palmarés

### Ruta
2011
- Circuito de Guecho

2012
- 2 etapas de la Vuelta a Chile
- 1 etapa de la Vuelta al Lago Qinghai

2013
- 1 etapa de la Vuelta a Castilla y León
- Circuito de Guecho

2014
- 1 etapa del Tour de Valonia
- 1 etapa de la Vuelta a Burgos

2015
- 1 etapa del Tour Down Under
- 2 etapas de la Vuelta a Andalucía

2016
- 1 etapa del Tour de Dubái
- 1 etapa del Circuito de la Sarthe
- Vuelta a la Comunidad de Madrid, más 1 etapa

2017
- 1 etapa del Tour de l'Ain

2018
- Coppa Sabatini

2021
- 1 etapa de la Vuelta al Alentejo

2022
- 1 etapa de la Vuelta al Alentejo

### Pista
2020
- Campeonato de España de Omnium

## Resultados en Grandes Vueltas y Campeonatos del Mundo
| Carrera         | Carrera         | 2011 | 2012  | 2013  | 2014 | 2015 | 2016 | 2017  | 2018 | 2019  | 2020 | 2021  | 2022 | 2023 |
| --------------- | --------------- | ---- | ----- | ----- | ---- | ---- | ---- | ----- | ---- | ----- | ---- | ----- | ---- | ---- |
|                 | Giro de Italia  | —    | —     | —     | —    | Ab.  | —    | —     | —    | 134.º | —    | —     | —    | —    |
|                 | Tour de Francia | —    | —     | 165.º | —    | —    | —    | —     | —    | —     | —    | —     | —    | —    |
|                 | Vuelta a España | Ab.  | 174.º | —     | —    | —    | —    | 114.º | —    | —     | —    | 136.º | —    | —    |
| Mundial en Ruta | Mundial en Ruta | —    | —     | —     | —    | 52.º | Ab.  | —     | —    | —     | —    | —     | —    | —    |

—: no participa

Ab.: abandono

## Equipos
- Andalucía (2010[12] -2012)
  - Andalucía-CajaSur (2010)[12]
  - Andalucía-Caja Granada (2011)
  - Andalucía (2012)
- Euskaltel Euskadi (2013)
- Movistar Team (2014-2016)
- Team LottoNL-Jumbo (2017)
- Nippo-Vini Fantini (02.2018-2019)
  - Nippo-Vini Fantini-Europa Ovini (02.2018-12.2018)
  - Nippo-Vini Fantini-Faizanè (2019)
- Euskaltel-Euskadi[13] (2020-2023)